# Àlgebra lineal numèrica
L'àlgebra lineal numèrica és l'estudi matemàtic de com es poden utilitzar les operacions matricials per crear algorismes informàtics que proporcionen respostes aproximades a preguntes de matemàtiques contínues de manera eficient i precisa.
És un subcamp de l'anàlisi numèrica i un tipus d'àlgebra lineal. Els ordinadors utilitzen l'aritmètica de coma flotant i no poden representar exactament dades irracionals, de manera que quan s'aplica un algorisme informàtic a una matriu de dades, de vegades pot augmentar la diferència entre un nombre emmagatzemat a l'ordinador i el nombre real del qual és una aproximació. L'àlgebra lineal numèrica utilitza propietats de vectors i matrius per desenvolupar algorismes informàtics que minimitzin l'error introduït per l'ordinador, i també s'ocupa de garantir que l'algoritme sigui el més eficient possible.
L'àlgebra lineal numèrica té com a objectiu resoldre problemes de matemàtiques contínues mitjançant ordinadors de precisió finita, de manera que les seves aplicacions a les ciències naturals i socials són tan vastes com les aplicacions de les matemàtiques contínues. Sovint és una part fonamental dels problemes d'enginyeria i ciència computacional, com ara el processament d'imatges i senyals, telecomunicacions, finances computacionals, simulacions de ciències dels materials, biologia estructural, mineria de dades, bioinformàtica i dinàmica de fluids. Els mètodes de matriu s'utilitzen especialment en mètodes de diferències finites, mètodes d'elements finits i modelització d'equacions diferencials. Observant les àmplies aplicacions de l'àlgebra lineal numèrica, és "tan fonamental per a les ciències matemàtiques com el càlcul i les equacions diferencials":  tot i que és un camp relativament petit. Com que moltes propietats de matrius i vectors també s'apliquen a funcions i operadors, l'àlgebra lineal numèrica també es pot veure com un tipus d'anàlisi funcional que té un èmfasi particular en els algorismes pràctics. 
Els problemes comuns en àlgebra lineal numèrica inclouen l'obtenció de descomposicions de matrius com la descomposició de valors singulars, la factorització QR, la factorització LU o la composició pròpia, que després es poden utilitzar per respondre problemes algebraics lineals comuns com resoldre sistemes lineals d'equacions, localitzar valors propis o optimització de mínims quadrats. La preocupació central de l'àlgebra lineal numèrica pel desenvolupament d'algorismes que no introdueixen errors quan s'apliquen a dades reals en un ordinador de precisió finita s'aconsegueix sovint mitjançant mètodes iteratius més que no pas directes.